# Clara Tiezzi
Clara Galiani Tiezzi Dias Vaz (Brasilia, 14 de julio de 1999) es una actriz brasileña conocida por haber interpretado a Laura Calles en Noobees de Nickelodeon Latinoamérica.

## Filmografía

### Cine
| Año  | Título                    | Rol      | Notas |
| ---- | ------------------------- | -------- | ----- |
| 2014 | Confissões de Adolescente | Karina   |       |
| 2016 | É Fada                    | Priscila |       |

### Televisión
| Año       | Título                     | Rol                        | Notas                  |
| --------- | -------------------------- | -------------------------- | ---------------------- |
| 2007-2009 | Teca na TV                 | Teca                       |                        |
| 2007      | O Segredo da Princesa Lili | Irvana (niña)              | Especial de televisión |
| 2009      | Malhação                   | Amiga de Leticia           |                        |
| 2010      | Ti Ti Ti                   | Maria Beatriz Spina (Mabi) |                        |
| 2012      | Rebelde                    | Mariana                    |                        |
| 2013-2014 | Malhação Casa Cheia        | Clara                      |                        |
| 2018–2020 | Noobees                    | Laura Calles               |                        |